# Jimmy Carr
Pour les articles homonymes, voir James Carr et Carr.
James Anthony Patrick Carr dit Jimmy Carr, né le 15 septembre 1972 à Isleworth, est un humoriste, animateur, acteur et scénariste anglais d'origine irlandaise.

## Biographie
Jimmy Carr est né à Isleworth,, de parents irlandais : Jim (né en 1945), un comptable qui est devenu le trésorier de la société informatique Unisys, et Nora Marie (née Lawlor en 1943 à Limerick et morte en 2001). Ses parents se sont mariés en 1970 et se sont séparés en 1994, mais n'ont jamais divorcé.
Carr a passé la plupart de sa vie à Slough, Berkshire, où il passa par les écoles de Farnham Common School et Burnham Grammar School, il termina alors sixième classe à la Royal Grammar School à High Wycombe, Buckinghamshire, où il fut camarade de classe avec le futur joueur de rugby international, Matt Dawson. La famille est restée en contact avec ses racines irlandaises et fait de fréquents voyages à Limerick, et Kilkee, Comté de Clare. Carr a étudié au Gonville and Caius College de Cambridge, où il a obtenu un diplôme en science politique.

## Filmographie

### comme acteur
- 2006 : Alien Autopsy (en) de Jonny Campbell (en) : Gary's Boss
- 2006 : Confetti : Antoni
- 2006 : Alex Rider : Stormbreaker (Stormbreaker) : John Crawford

### comme scénariste
- 1999 : The Colour of Funny
- 2004 : Jimmy Carr Live (vidéo)
- 2004 : The Big Fat Quiz of the Year (TV)
- 2005 : Jimmy Carr: Stand Up (vidéo)